# Instituto de Astrofísica de Canarias
El Instituto de Astrofísica de Canarias (IAC) es un centro de investigación español localizado en las Islas Canarias, aprovechando la calidad de sus cielos. Sus observatorios y el Instituto de Astrofísica constituyen el Observatorio Norte Europeo. Tiene su sede en la ciudad de San Cristóbal de La Laguna.
Se trata de un consorcio público integrado por el Gobierno de la Nación, el Gobierno de Canarias, la Universidad de La Laguna y el Consejo Superior de Investigaciones Científicas (CSIC) que además tiene participación de instituciones de diecinueve países. Algunos de estos países participan en la toma de decisiones gracias al Comité Científico Internacional (CCI). El director vitalicio y fundador del instituto es Francisco Sánchez. Fue sucedido como director en agosto de 2013 por Rafael Rebolo Lópezy en julio de 2024 por Valentín Martínez Pillet.

## Componentes del IAC
Los siguientes elementos constituyen el Observatorio Norte Europeo:

### Instituto de Astrofísica
Está ubicado en el municipio español de San Cristóbal de La Laguna, en la isla de Tenerife. Es la sede del IAC y además de ser el centro de la función administrativa es un centro de investigación, de difusión científica y producción tecnológica.

### Observatorio del Roque de Los Muchachos

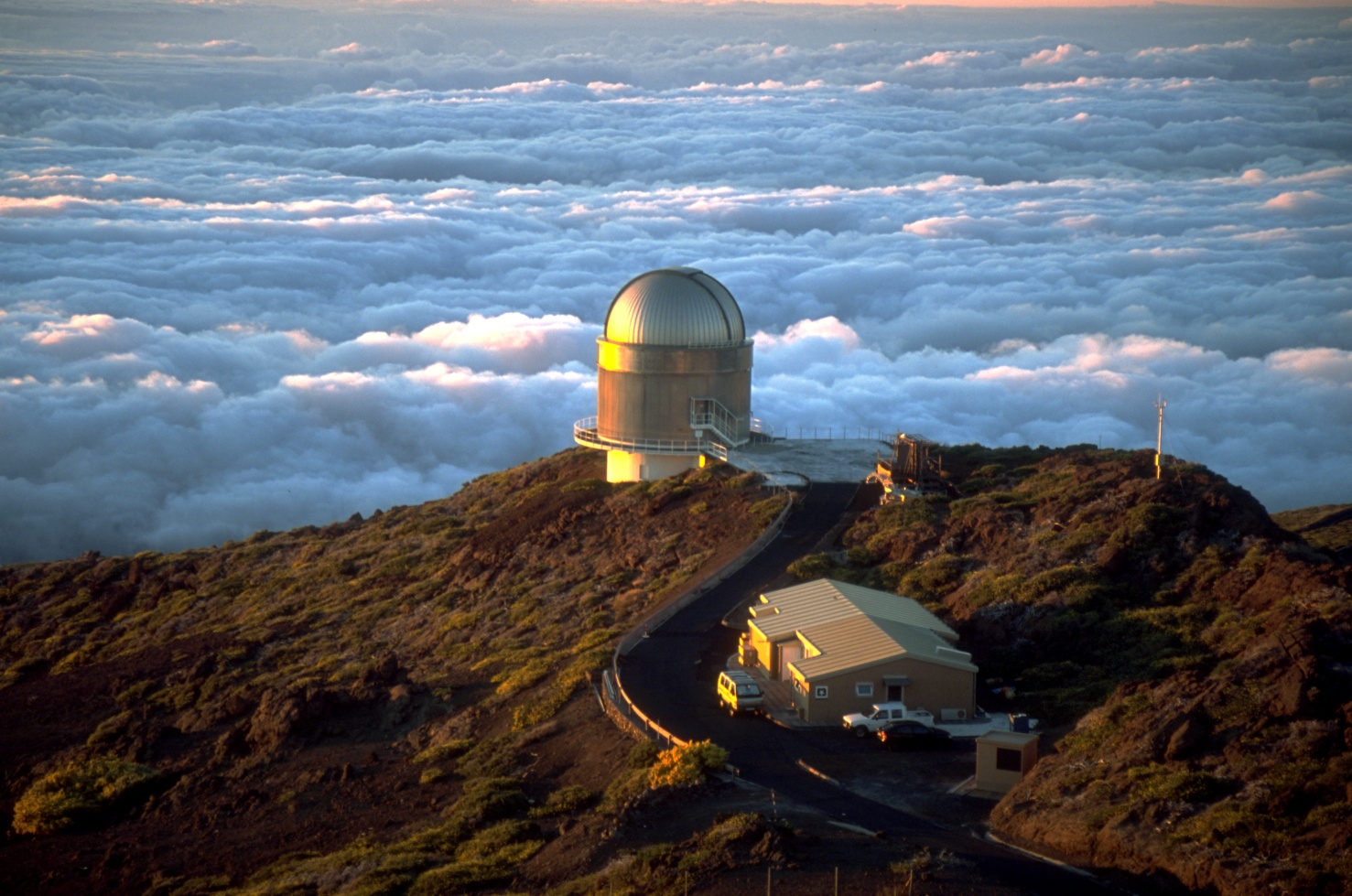
El Telescopio Óptico Nórdico en el Observatorio del Roque de los Muchachos (La Palma).

Está ubicado en el municipio de Garafía en la isla de La Palma, al borde del parque nacional de la Caldera de Taburiente, a 2396 metros de altitud. Fue inaugurado en el año 1985 y allí se encuentra la mayor concentración de telescopios del hemisferio norte del planeta, contando con telescopios solares, telescopios nocturnos (entre los que destaca el mayor telescopio óptico del mundo, el Gran Telescopio de Canarias (GTC o GRANTECAN)) y otras instalaciones, como una residencia para los científicos.
El 20 de septiembre de 2016 el director del Instituto de Astrofísica de Canarias (IAC), Rafael Rebolo López, y el director de la Organización de la Red de Telescopios Cherenkov (telescopio) (CTA), Ueli Straumann, firmaron en la sede del Instituto Max Planck de Física Nuclear el acuerdo de sede para la instalación en el Observatorio del Roque de los Muchachos de la isla de La Palma de los 19 telescopios que esta red prevé instalar en el hemisferio norte. El Ministerio de Economía y Competitividad ha sumado esfuerzos con otras entidades internacionales y nacionales para que el Observatorio de CTA-Norte se construya en España, aportando 40 millones de euros.

### Observatorio del Teide
Se encuentra situado en la zona de Izaña, en la isla de Tenerife. A 2371 metros de altura se creó en 1959 ligado a la Universidad de La Laguna. Se dedica preferentemente al estudio del sol, contando con los mejores telescopios europeos destinados a ello. Está equipado tanto con telescopios solares como nocturnos.
Dispone de un centro de visitantes para la divulgación científica y una residencia destinada al personal del observatorio.

## Historia del IAC
El Observatorio del Teide se crea en 1959, llegando el primer telescopio a la zona en 1964, gracias a un acuerdo con la Universidad de Burdeos (Francia). En 1975 se crea el actual Instituto de Astrofísica de Canarias que venía precedido del Instituto Universitario de Astrofísica que dependía de La Universidad de La Laguna. En 1979 España firma con Dinamarca, Suecia y el Reino Unido el Acuerdo y Protocolo de Cooperación en Astrofísica, gracias al cual llegarían modernos telescopios a los observatorios. Básicamente los acuerdos consisten en la cesión del cielo por parte del IAC a cambio de un porcentaje del tiempo de observación de los telescopios instalados.
En 1982 el parlamento español permite al IAC configurarse como un consorcio público, integrado por la Administración del Estado, la comunidad autónoma de Canarias, la Universidad de La Laguna y el Consejo Superior de Investigaciones Científicas. El Observatorio del Roque de los Muchachos se va dotando de las primeras instalaciones y telescopios. Poco a poco se va incrementando el número de instituciones con las que se consiguen colaboraciones y países como Alemania, Finlandia, Francia y Noruega se incorporarían a los acuerdos. Posteriormente se irían incorporando más países. En 1985 tiene lugar la inauguración oficial de las instalaciones del IAC.
A principios de los noventa llegaría el primer telescopio desarrollado y construido enteramente en España, el IAC-80. En 1994 se llega a un acuerdo con la Agencia Espacial Europea (ESA) para la instalación en el Observatorio del Teide de un telescopio. Ese mismo año se crea la sociedad anónima GRANTECAN, S.A. para la construcción de un gran telescopio (Gran Telescopio Canarias) impulsado por el gobierno de Canarias y el de España. Este da luz verde a la construcción de dicho telescopio en 1998, siendo su futuro emplazamiento las instalaciones de La Palma. 
Este telescopio, una vez finalizado, será el mayor, y uno de los más avanzados del mundo. En el 2000 se consiguen unos terrenos en Breña Baja para el Centro de Astrofísica en la Palma (CALP), que dota a la isla de una mayor infraestructura en apoyo al observatorio.
En 2007 el IAC pasa a ser uno de los nodos de la Red Española de Supercomputación. Debido a este acuerdo, se instala en el CALP uno de los superordenadores (LaPalma) que forman parte de la red.

## Algunos descubrimientos importantes del IAC
- Se descubre el primer posible agujero negro en nuestra galaxia (1992).
- Se localizan los cosmosomas en la radiación del fondo cósmico de microondas (1994).
- Se encuentra en las Pléyades el objeto "Teide 1", la primera enana marrón (1995).
- Se descubre el primer agujero negro de nuestra galaxia (2001).

## El cielo de Canarias
Canarias es un lugar privilegiado para la observación astronómica debido a la transparencia de sus cielos. Los observatorios al estar a 2400 metros de altitud no se ven afectados por el mar de nubes, fenómeno característico de las zonas altas de las islas. Por encima de este mar de nubes la atmósfera es muy limpia y poco turbulenta, condiciones excelentes éstas para la observación. Además, debido al clima, el número de horas durante las cuales se puede trabajar es muy alto.

### Ley del Cielo
Para mantener las magníficas condiciones para la observación, en 1988 se creó la Ley para la Protección de la Calidad Astronómica de los Observatorios del IAC, conocida como Ley del Cielo. Ésta ley, que afecta a las islas de Tenerife y La Palma, trata de evitar cuatro tipos distintos de contaminación: lumínica, radioeléctrica, la contaminación atmosférica y la que pueden provocar las rutas aéreas. Así se regula:
- El uso de un alumbrado adecuado en las poblaciones (a partir de las 00:00 se reduce la iluminación)
- El control de estaciones radioeléctricas que puedan interferir a los observatorios.
- La prohibición de actividades industriales o de otro tipo por encima de los 1500 metros que puedan contaminar la atmósfera.
- Las rutas de los aviones que sobrevuelan las instalaciones de La Palma y Tenerife.

Para velar por el cumplimiento de estas normas el IAC dispone de la Oficina Técnica para la Protección de la Calidad del Cielo.

#### Fundación Starlight
En el año 2007 el IAC organizó la I Conferencia Internacional Starlight para instar a proteger el cielo nocturno en el planeta. En esta línea de trabajo, dos años más tarde, promovió la Fundación Starlight, con ánimo de difundir la astronomía.

## Profesor honorario

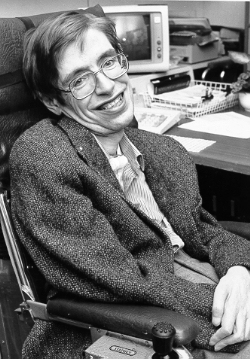
El científico inglés Stephen Hawking fue nombrado Profesor honorario del Instituto de Astrofísica de Canarias en 2016.

En 2016, el científico inglés Stephen Hawking fue nombrado Profesor honorario del Instituto de Astrofísica de Canarias, siendo la primera distinción de este tipo que concede este centro.

## Participación internacional

### Miembros del CCI
- Dinamarca
- Bélgica
- Francia
- Alemania
- Italia
- Noruega
- España
- Suecia
- Reino Unido

### Otros países con participación
- Armenia
- Estados Unidos
- Finlandia
- Irlanda
- México
- Países Bajos
- Polonia
- Portugal
- Rusia
- Taiwán
- Ucrania
- Ecuador

## Presupuesto
| Año  | PGE (M. €) | Financiación propia (M. €) | Presupuesto total (M. €) | Empleados |
| ---- | ---------- | -------------------------- | ------------------------ | --------- |
| 2021 | 19,2       |                            |                          |           |
| 2020 | 10,1       |                            |                          |           |
| 2019 |            |                            |                          | 397       |